# Nová Paka
Nová Paka (deutsch: Neupaka) ist eine Stadt in Tschechien. Sie liegt 22 Kilometer nordöstlich von Jičín und gehört zum Okres Jičín.

## Geschichte

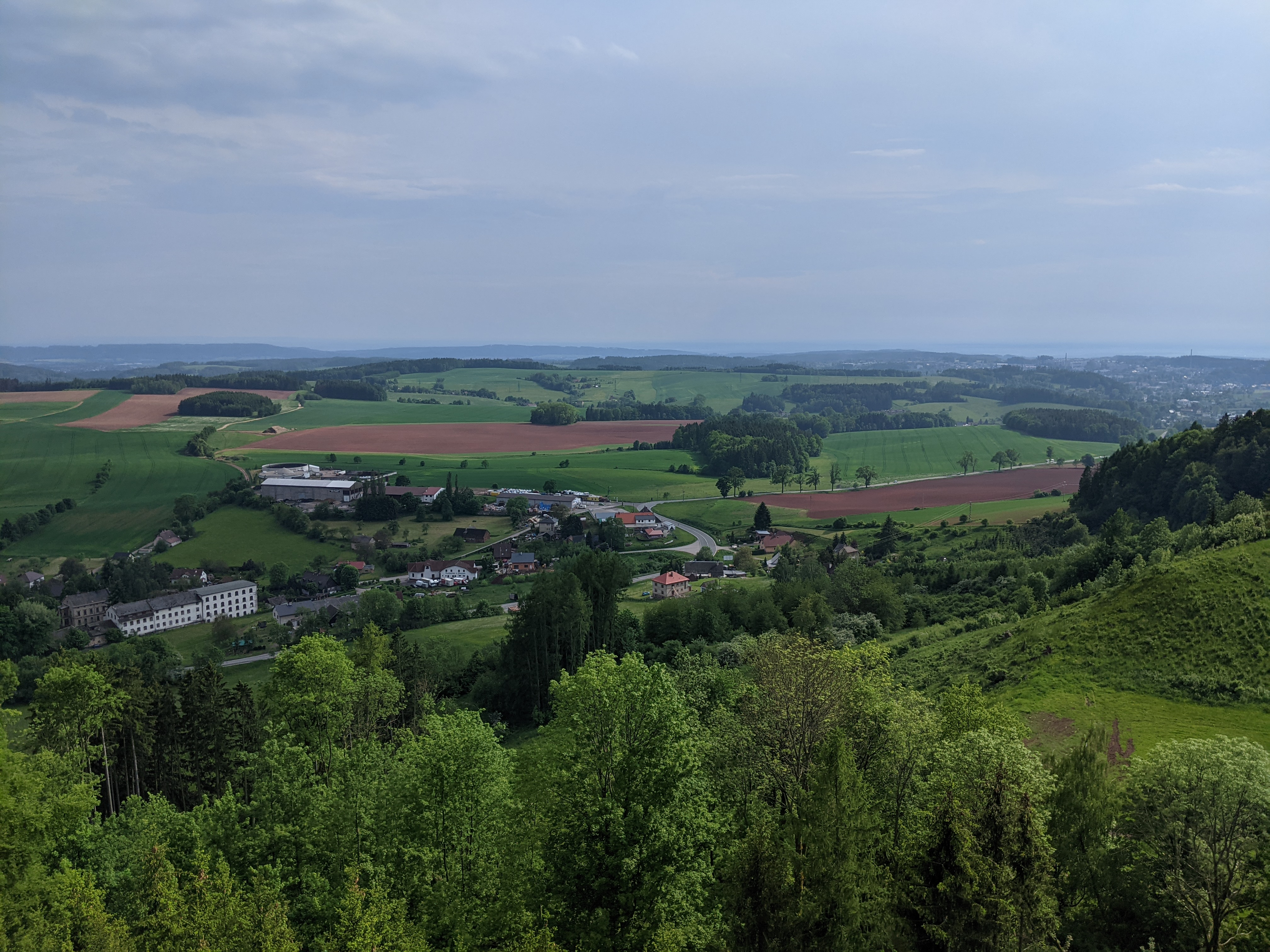
Ortsansicht

Nová Paka gehörte zur Herrschaft Kumburk und wurde 1357 erstmals erwähnt, als ein neuer Priester für die St.-Nikolaus-Kirche ordiniert wurde. Um diese Zeit wurde es bereits als Stadt „Paka Mladá“ (Jungpaka) bezeichnet. 1563 wurden weite Teile durch einen Brand vernichtet. 1586 wütete eine Pestepidemie, der die Hälfte der Stadtbevölkerung zum Opfer gefallen sein soll. Weitere 450 Menschen starben bei der Pestepidemie von 1625. In 1643 musste die Bevölkerung während des Dreißigjährigen Krieges Plünderungen durch die schwedische Armee ertragen. Ein neuerlicher Brand vernichtete 1666 die Häuser am Hauptplatz.
In der zweiten Hälfte des 17. Jahrhunderts wurde das Kloster des Paulanerordens auf Kosten der Gutsherrschaft errichtet. Die prächtige Klosterkirche im Stil des Barock wurde 1724 eingeweiht und in den darauffolgenden Jahren vervollkommnet. Sie diente schon bald als Wallfahrtskirche. Zu ihrer Ausstattung gehören zwei Gemälde von Peter Johann Brandl sowie je eines von Joseph von Führich und Josef Zelený. Die Fresken schuf Josef Kramolín. Im Rahmen der Josephinischen Reformen wurde das Kloster aufgelöst. Die Gebäude dienten ab 1872 als Krankenhaus.

## Sehenswürdigkeiten
- Die Pfarrkirche St. Nikolaus (Kostel svatého Mikuláše) bestand bereits 1357. Sie wurde mehrmals umgebaut, zuletzt 1872 im Stil der Neugotik.
- Das Kloster des Paulanerordens mit Klosterkirche Mariä Himmelfahrt (Kostel Nanebevzetí Panny Marie) wurde 1724 errichtet.
- Die Mariensäule auf dem Hauptplatz wurde 1716 errichtet. Auf der Balustrade stehen die Statuen der Heiligen Rochus, Sebastian, Johann von Nepomuk und des Evangelisten Johannes.
- Der Brunnen mit der Statue des hl. Florian stammt aus dem Jahre 1814.
- Die Friedhofskapelle Mariä Schmerzen (Kaple Bolestné Panny Marie) wurde 1800–1709 errichtet.
- Autocross–Stadion – jährlicher Austragungsort des EM-Laufes im Autocross (1. Juli-Wochenende)

## Verkehr

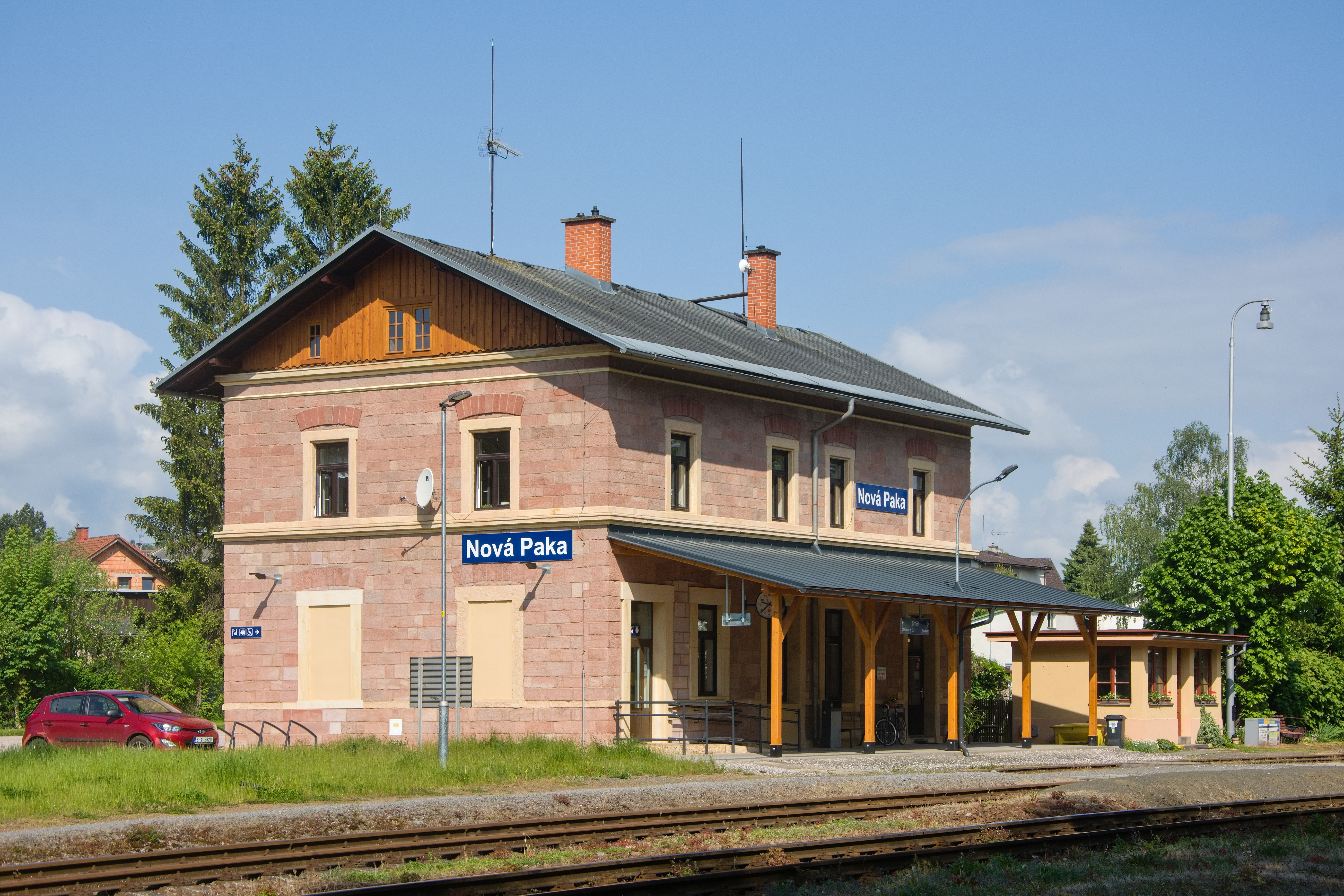
Empfangsgebäude des Bahnhofs

Nová Paka hat einen Bahnhof an der Bahnstrecke Velký Osek–Trutnov.

## Ortsteile
Zur Stadt Nová Paka gehören folgende Ortsteile:
- Heřmanice (Hermenz)
- Kumbuský Újezd (Aujest b. Kumburg)
- Nová Paka (Neu Paka)
- Podlevín (Podlewin)
- Pustá Proseč (Wüst. Proswitz)
- Radkyně (Ratkin)
- Štikov (Stückau)
- Studénka (Studinka)
- Valdov (Waldau)
- Vlkov (Wlkow)
- Vrchovina (Rokitnej)

## Persönlichkeiten
- Josef Tulka (1846–vermutlich 1882), Maler
- Stanislav Sucharda (1866–1916), Bildhauer
- Bohumil Kafka (1878–1942), Bildhauer